# تيار ساحب

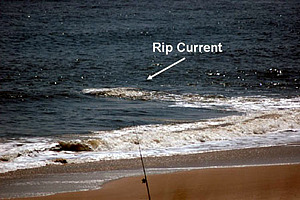

Rip current mechanism: breakers cross sand bars off the shore, the water travels back to sea through the gap in the sand bars, creating a fast "rip" current

التيار السَاحِب (بالإنجليزية: rip current)‏ هو تيار ماء قوي يبدأ من قرب الشاطئ (من خط ركوب الامواج عادة) ويتدفق نحو البحر ، وسرعة التيار عادة هي 0.5 متر في الثانية (1-2 قدم في الثانية)، ويمكن أن تصل إلى سرعة 2.5 متر في الثانية (8 قدم في الثانية)، وهذه السرعة تفوق سرعة أي سباح، وقد تتحرك باتجاهات مختلفة في موضع تلاطم الامواج إلى مواقع مختلفة وتصل إلى عشرات الأمتار (بضع مئات من الأقدام) في اليوم. ويمكن أن تحدث في أي شاطئ ذي امواج متلاطمة، مثل المحيطات والبحار، وكذلك البحيرات الكبيرة.

## التخلص من التيار الساحب
على السباح الذي يقع في التيار الساحب ألا يحاول السباحة ضد هذا التيار الساحب عائدا إلى الشاطئ مباشرة. هذا الفعل يعرض السباح إلى خطر الإرهاق والغرق.
ان التيارات الساحبة لا تسحب السباح تحت الماء، بل تحمل السباح بعيدا عن الشاطئ بوساطة تيار مائي باتجاه البحر ، انها مثل جهاز المشي (treadmill) حيث يحتاج الماشي عليه للنزول عنه –في حالة كون الجهاز مشتغلا- . 
وللتخلص من التيارات الساحبة ينبغي أن يظل السباح هادئ ويسبح باتجاه يكون بموازاة الشاطئ إلى ان يخرج من التيارات الساحبة، من ثم يسبح باتجاه الشاطئ لكي يحمله المد إلى بر الامان.
وفي حالة التيارات الساحبة السريعة التي لا تمكن السباح من السباحة بعيدا عنها لسرعتها، فعلى السباح الاسترخاء والطفو مع التيار الذي سيفقد سرعته في نهاية المطاف، من ثم يسبح باتجاه مائل بعيدا عن التيارات وباتجاه الشاطئ.

## فائدة
على السباحين في شاطئ البحر ان ياخذوا بعين الاعتبار وجود هكذا تيارات خطرة والأهم من ذلك ان يبذلوا جهدا في كيفية التعرف على وجود مثل هذه التيارات وكيفية التخلص منها.
والاحسن هو السباحة في المناطق التي يتواجد بها المنقذين (lifeguards) والسباحين.

## تنويه
ان التيارات الساحبة تتسبب ب 80% من حالات الإنقاذ الشاطئية.